# Kriv Stenders
Kriv Stenders est un réalisateur et scénariste australien connu pour le film Red Dog et le thriller Kill Me Three Times.

## Filmographie partielle

### Au cinéma
- 1998 : Two/Out
- 2005 : The Illustrated Family Doctor
- 2005 : Blacktown
- 2007 : Boxing Day
- 2009 : Lucky Country
- 2011 : Red Dog
- 2014 : Kill Me Three Times
- 2015 : Why Anzac with Sam Neill
- 2015 : The Principal (série télévisée)
- 2016 : A Place to Call Home (série télévisée)
- 2016 : Hunters (série télévisée)

#### Prochainement
- 2016 : Red Dog: True Blue
- Danger Close
- The Nargun and the Stars
- Poacher